# أكسالات الحديد الثنائي
أكسالات الحديد الثنائي هو مركب كيميائي صيغته FeC2O4، وهو ملح الحديد لحمض الأكساليك.

## التحضير
يحضر المركب من تفاعل كبريتات الحديد الثنائي مع حمض الأكساليك:
{\displaystyle \mathrm {FeSO_{4}+H_{2}C_{2}O_{4}\longrightarrow FeC_{2}O_{4}\downarrow +H_{2}SO_{4}} }

## الخواص
يوجد المركب في الشروط القياسية على هيئة مسحوق أصفر، وهو ضعيف الانحلال في الماء. يوجد المركب على شكل لامائي، كما يوجد أيضاً على هيئة ثنائي هيدرات.
للمركب بنية بوليمر تناسقي تتألف من سلسلة من مراكز الحديد الثنائي وربيطات الأكسالات، مع جزيئتين من الماء.
 عند التسخين يحرر المركب الماء ويتفكك إلى مزيج من أكاسيد الحديد وأكاسيد الكربون.